# اندیس نمک لیپار
نمک لیپار یک اندیس غیرفلزی است که در  استان سیستان و بلوچستان قرار دارد و مادهٔ معدنی موجود در آن، نمک است.سنگ میزبان این اندیس آبرفت های (رودخانه ای ) است و دیرینگی آن به دوران کواترنر می‌رسد. 